# Strașevîci, Starîi Sambir
Strașevîci (în ucraineană Страшевичі) este localitatea de reședință a comunei Strașevîci din raionul Starîi Sambir, regiunea Liov, Ucraina.

## Demografie
Componența lingvistică a localității Strașevîci
     Ucraineană (99,75%)
Conform recensământului din 2001, majoritatea populației localității Strașevîci era vorbitoare de ucraineană (99,75%), existând în minoritate și vorbitori de alte limbi.